# 1840
1840 је била преступна година.

## Догађаји

### Март
- 5. март — Скупштина у Београду (март 1840)

### Мај
- 25. мај — У Србији уведен јавни поштански саобраћај отварањем прве поште у Београду, у згради на Калемегдану.

### Јул
- 20. јул — 28. јул – Скупштина у Београду (јул 1840)
- 23. јул — Британски парламент донео закон о уједињењу Горње Канаде, с претежно енглеским, и Доње, с претежно француским становништвом, у провинцију Канаду са заједничким парламентом.

### Август
- 10. август — 11. август – Скупштина у Топчидеру (1840)

### Септембар
- 23. септембар — Црногорци су на Мљетичку убили 80 турских војника и муселима Смаил-агу Ченгића, који је кренуо да скупља харач.

## Рођења

### Април
- 2. април — Емил Зола, француски романописац. (†1902)

### Мај
- 7. мај — Петар Иљич Чајковски, руски композитор. (†1893)

### Август
- 14. новембар — Клод Моне, француски сликар. (†1926)

## Смрти

### Април
- 25. април — Симеон Дени Поасон, француски физичар.

### Мај
- 27. мај — Николо Паганини, италијански виолиниста и композитор. (*1782).